# Puertas (película de 2016)
Puertas es un cortometraje mexicano y español de 2016. Fue escrito y dirigido por Paco Arasanz, e interpretado por Julio Hidalgo, Ane Gisasola, Maider Uriarte, Julio Hidalgo Sr. y Marko Taberna y Eneko Taberna. Se estrenó en el Västerås Film festival en septiembre de 2016.

## Sinopsis
Julio tiene una única obsesión desde niño: profanar puertas. Descubre su obsesión en la infancia, al abrir la puerta de su padre. Desde entonces, su único deseo es profanar todos los secretos de todas las personas que entran en su vida, personas que siempre desaparecen tras la profanación, embargándolo una soledad caníbal que está a punto de llevarlo a la muerte. 

## Festivales y premios
Puertas ha sido seleccionado en más de una centena de festivales a nivel nacional e internacional, entre los que destaca International Short & Independent Film Festival Dakha, Queens World Film Festival, Falcon International Film Festival, Festival de Cine Buñuel Calanda y Semana Internacional de Cine de Autor de Lugo, entre otros, siendo además galardonado con casi 40 premios y menciones.